# Raphaël Enthoven
Pour les articles homonymes, voir Enthoven.
 (mars 2025).
Raphaël Enthoven, né le 9 novembre 1975 dans le 13e arrondissement de Paris, est un essayiste, polémiste, vulgarisateur de philosophie, animateur de radio et de télévision français.
Depuis 2008, il présente l'émission de télévision Philosophie sur Arte et depuis 2015 intervient aussi sur Europe 1. Chroniqueur médiatique, il est régulièrement invité par des chaînes d'information en continu (CNews, LCI, BFM TV), où il commente l'actualité politique.

## Biographie

### Famille
Raphaël Enthoven est né le 9 novembre 1975 dans le 13e arrondissement de Paris. Il est issu d'une famille juive française ; son grand-père paternel est originaire de Mascara près d’Oran en Algérie, son père Jean-Paul Enthoven est éditeur et auteur, et sa mère Catherine David est journaliste et écrivaine. Raphaël Enthoven a deux sœurs et un frère,,.
Le 21 septembre 1996, dans le 6e arrondissement de Paris, il épouse Justine Lévy, fille de Bernard-Henri Lévy (l'un des meilleurs amis de son père, Jean-Paul Enthoven). De 2000 à 2007, il partage la vie de Carla Bruni (qui vivait auparavant avec son père Jean-Paul Enthoven). Son ex-compagne Justine Lévy, s'inspire du divorce dans son roman Rien de grave en 2004. La chanson Raphaël, sur l'album Quelqu'un m'a dit, lui est dédiée. Le couple Enthoven-Bruni a un fils, Aurélien, né en 2001, qui est youtubeur et mannequin. Il est ensuite le compagnon de l'actrice Chloé Lambert de 2007 à 2012, de la navigatrice Maud Fontenoy de 2014 à 2015 et de la personnalité médiatique et littéraire Adèle Van Reeth depuis 2015. Il a un fils avec chacune des deux premières et deux fils, connus publiquement comme "Zadig" et Marcel, avec la troisième, qui évoque sa première expérience de la maternité dans son livre La Vie ordinaire.
Dans son roman d'autofiction Le Temps gagné, publié en 2020 et qualifié de « roman-bourbier » par l'écrivaine Camille Laurens, Raphaël Enthoven fait plusieurs révélations sur son enfance et sa famille. Il y dresse un portrait assassin de son père,. Il affirme qu'il a été élevé avec violence par son beau-père, le Dr Isi Beller, psychanalyste et phoniatre, « père » de la sémiophonie,. Il déclare avoir fait croire à ses partenaires féminines qu'il était stérile pour ne pas avoir à utiliser de préservatif,,. Il suscite la polémique en décrivant l'avortement de son ex-femme.

### Formation
Raphaël Enthoven fait ses études à Paris, au lycée Montaigne, de la sixième à la classe de seconde, puis au lycée Henri-IV dans la filière A2 et en classes préparatoires littéraires. En 1995, il intègre l'École normale supérieure.

### Vie professionnelle

#### Radio

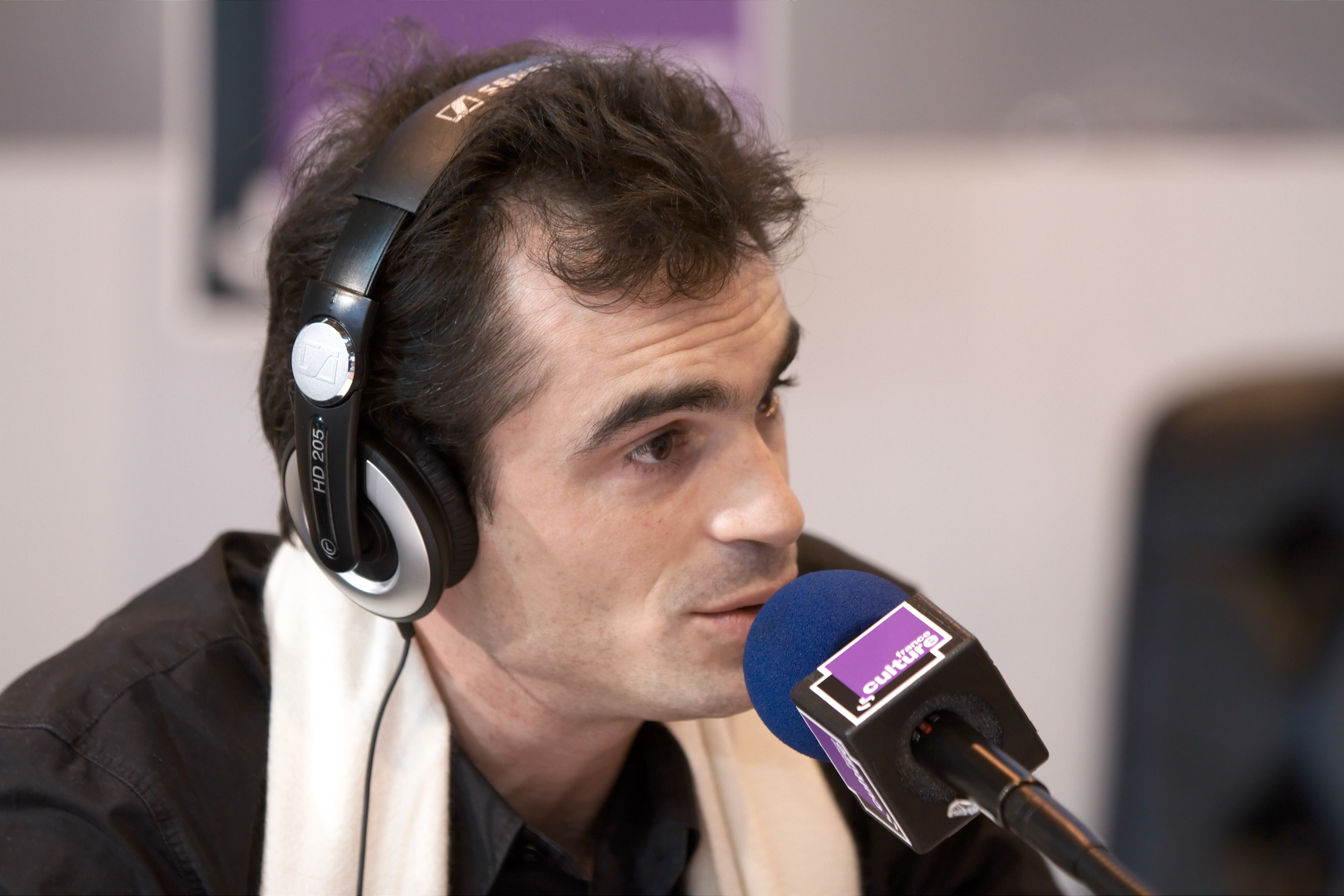
Raphaël Enthoven, animateur radio en direct du Salon du livre de Paris pour son émission Les nouveaux chemins de la connaissance, 2010

De 2003 à 2006, Raphaël Enthoven anime sur France Culture les Vendredis de la philosophie en alternance avec François Noudelmann. L'animateur souhaite constituer une bibliothèque orale avec des textes classiques que, pour la plupart, dit-il, il « n’avait pas lus ». Certaines de ces émissions sont éditées en CD aux éditions Naïve.
Durant l'année électorale 2006-2007, il produit le Rendez-vous des politiques sur France Culture en partenariat avec L'Express.
Raphaël Enthoven présente et produit, de septembre 2007 jusqu'à juillet 2011, l’émission Les Nouveaux Chemins de la connaissance sur France Culture. En 2009, émission est la deuxième la plus téléchargée du groupe Radio France et l'émission la plus téléchargée de France Culture depuis 2007, selon les chiffres de Médiamétrie. Ainsi, le sociologue Jean-Louis Fabiani inclut Raphaël Enthoven parmi les nouveaux philosophes qui « délaissent les canaux universitaires traditionnels pour s’adresser directement au grand public ». Reprise en août 2011 par Adèle Van Reeth (son actuelle compagne), l'émission est renommée en 2017 Les Chemins de la philosophie.
De septembre 2011 à juillet 2012, Enthoven est chroniqueur hebdomadaire dans la matinale de Marc Voinchet sur France Culture. Il insère quelques-unes de ses chroniques dans son recueil intitulé Matière première. En septembre 2012, il crée l'émission Le Gai Savoir, diffusée chaque dimanche sur France Culture, de 16 à 17 h, jusqu'en juillet 2015. Elle est conçue comme un dialogue à bâtons rompus entre une élève et un professeur, scandé par des extraits lus de chaque texte. Selon l'animateur, l'émission a pour but de faire comprendre et aimer les livres. Depuis 2012, il anime six rencontres thématiques par an, de janvier à mai, sur la grande scène du théâtre de l'Odéon.
À partir d'août 2015, il rejoint Europe 1, pour une chronique dans la matinale du lundi au vendredi – à 7 h 25 pour la saison 2015-2016 puis à 8 h 25 pour les saisons 2016-2017 et 2017-2018 – sous le titre « La morale de l’info » puis « Le fin mot de l'info », et le samedi, de 15 à 16 h, dans « Qui-vive ? ». Depuis la même date, il s'exprime sur le réseau social Twitter (renommé « X » en 2023).

#### Presse
Raphaël Enthoven signe ses premiers articles dans Le Magazine littéraire sous la direction de Jean-Jacques Brochier avant de collaborer pendant trois ans au magazine Lire, dont il rédige les dossiers des « écrivains du bac » en alternance avec Jean Montenot.
Chroniqueur mensuel à L'Express de 2008 à 2011, il y défend Gérard Depardieu à qui l'on reproche son exil fiscal, affirme son goût pour la corrida et son peu de goût pour l'humour de Stéphane Guillon.
En 2021, il cofonde avec Caroline Fourest le journal Franc-Tireur, dont il est éditorialiste. Le journal est rapidement accusé de plagier d'autres journalistes.

#### Télévision

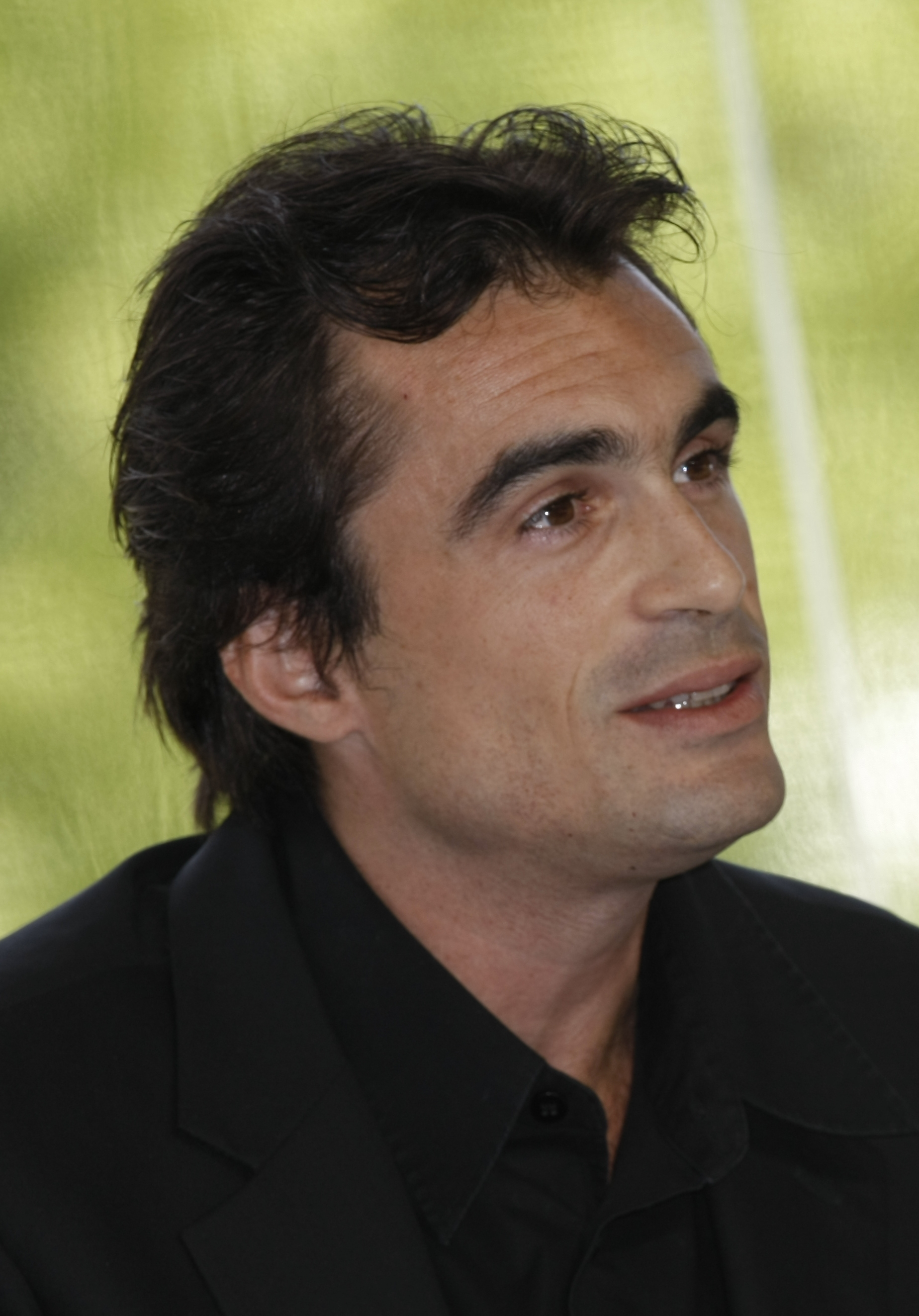
Raphaël Enthoven en 2009.

Après avoir été trois ans chroniqueur à Campus, sur France 2, il est en 2007 rédacteur et présentateur de l’émission Philosophie sur Arte. Il est l’auteur de l'émission Imaginez, quarante pastilles de philosophie de cent secondes diffusées sur Arte.
En 2021, LCI, la chaîne d'informations du groupe TF1, l'engage pour l'émission hebdomadaire intitulée  Le Débat Enthoven-Devecchio.
En 2022, il intervient en tant que commentateur politique et chroniqueur sur la chaîne d'informations privée BFM TV dans des émissions comme Weekend Direct. Il tient régulièrement une chronique dans l'émission C à Vous de France 5,. Le site observateur des médias Acrimed écrit que Raphaël Enthoven effectue « un militantisme acharné contre La France insoumise ».

#### Lectures
Pour Audiolib, il lit Mythologies de Roland Barthes aux éditions Thélème, L'Insoutenable Légèreté de l'être de Milan Kundera pour les éditions Gallimard (prix de la Plume de paon 2015, sélection littérature classique) et Si c'est un homme de Primo Levi.
Raphaël Enthoven enregistre des montages audio de textes : Spinoza en toutes lettres (lu et interprété avec Georges Claisse au Festival de la correspondance de Grignan en juillet 2012), Justine-Juliette – les infortunes de la vertu (lu par Isabelle Huppert), Les Intermittences du cœur et Albertine endormie, avec Karol Beffa au piano.

#### Conventions et séminaires d'entreprises
Il assure des prestations rémunérées dans des conventions ou séminaires d'entreprises.

## Prises de position

### Enseignement de la philosophie en seconde
Favorable à l'enseignement de la philosophie aux classes de seconde et de première,, il est à l'origine de la déclaration de Luc Chatel (alors ministre de l’Éducation nationale, de la Jeunesse et de la Vie associative) à la tribune de l’Unesco, en novembre 2010, qui va dans ce sens[réf. nécessaire] ; accusé par Sophie Coignard et Romain Gubert (dans L’Oligarchie des incapables) d'avoir joué de ses relations avec Carla Bruni-Sarkozy pour influencer la politique française en matière de philosophie, Raphaël Enthoven relève, sur le site de L’Express, des inexactitudes dans l'enquête des deux journalistes.

### Philosophie
Il se réclame de la mouvance du spiritualisme français, ce qui est cohérent avec ses positions vitalistes et dualistes, selon Thibaut Giraud de la chaîne Monsieur Phi.

### Politique
- En 2017, il dénigre sur le réseau Twitter l'exposition sur Che Guevara qu'il considère comme un bourreau, ainsi que la maire de Paris qui l'a organisée[55].
- En 2017 aussi, il dénonce les abstentionnistes comme des « fainéants et des ingrats »[56].
- En juin 2021, il dit préférer, sur le réseau Twitter, Marine Le Pen en cas de duel avec Jean-Luc Mélenchon au second tour de la présidentielle 2022, avant de rectifier le tir une semaine plus tard dans une tribune à L'Express en suggérant l’abstention[57],[58]. Cela déclenche une vague d'indignation sur les réseaux sociaux[59].
- En mars 2022, il affirme sur le réseau Twitter que « 60 % des électeurs de Mélenchon voteraient Le Pen au second tour »[57], se fondant sur un sondage de 2019[57]. Le dernier sondage pour cette élection indique qu'en réalité seulement 44 % des électeurs de Mélenchon du premier tour voteraient au second pour la candidate du RN[57].

## Critiques
L'animateur, considéré par Mediapart comme proche de la ministre Marlène Schiappa, est « souvent critiqué pour sa médiatisation », selon Marianne[réf. nécessaire].
En 2019, deux jeunes agrégés de philosophie, Henri de Monvallier et Nicolas Rousseau, le qualifient d'« imposteur » dans leur ouvrage Les Imposteurs de la philo. Ils dénoncent une instrumentalisation de la philosophie au service de l'ego de ces « imposteurs ».
L'association de critique des médias Acrimed estime, elle, en 2017, qu'il est « le prototype du fast-thinker, tirant prestige d’une stature (ou d’une posture) de « philosophe » pour distribuer bons et mauvais points avec une outrance digne des plus décomplexés des éditocrates ».
En 2024, le vulgarisateur Thibaut Giraud critique  l'essai de Raphaël Enthoven, L'Esprit artificiel - une machine ne sera jamais philosophe, et argumente sur le fait que celui-ci « ne connaît rien à l'intelligence artificielle et ne s'y intéresse pas », en pointant son incompréhension du phénomène, le peu de sources de qualité récentes qui sont mentionnées dans l'essai, et le recyclage d'anciennes chroniques radiophoniques sans relation avec le sujet du livre. Dans la même critique, le vidéaste contredit l'essayiste qui clame que l'intelligence artificielle ne pourra jamais rédiger une bonne problématique d'une dissertation de philosophie, en faisant lui-même l'expérience de générer des problématiques avec des outils d'intelligence artificielle, en les faisant juger à l'aveugle par environ 1 500 personnes dont des professeurs de philosophie,. Le 25 septembre 2024, il participe à un échange contradictoire avec Thibaut Giraud, revenant sur ses critiques.
En 2024, l'écrivain Aurélien Bellanger s'inspire de Raphaël Enthoven pour son personnage Taillevent, un philosophe médiatique du quartier latin incarnant une dérive de la gauche intellectuelle vers l'extrême droite, dans son roman Les derniers jours du Parti socialiste.

## Polémiques et controverses médiatiques
Le 30 octobre 2023, dans le cadre de la guerre de Gaza, il publie un tweet relayant une fausse information reposant sur une rumeur, lancée par le sauveteur israélien Eli Beer (en), selon laquelle un bébé aurait été enfermé dans un four par des assaillants du Hamas. Il supprime par la suite son tweet et fait son mea culpa.

## Affaires judiciaires

### ContreCloseretIci Paris
En juin 2008, les journaux Ici Paris et Closer consacrent chacun un article à Carla Bruni, alors compagne de Nicolas Sarkozy, en évoquant l'arrivée d'un petit frère ou d'une petite sœur pour son fils Aurélien (né de son union avec Raphaël Enthoven). Les deux parents attaquent en référé les deux journaux au nom de leur fils, réclamant 200 000 € à Ici Paris et 20 000 € à Closer. Le 25 septembre, par deux jugements distincts, le Tribunal de grande instance Nanterre les déboute de leurs demandes, estimant que l'enfant « a fait l'objet d'une médiatisation certaine de par la volonté de sa mère, laquelle s'est exprimée publiquement à plusieurs reprises à son sujet ainsi qu'en ce qui concerne Raphaël Enthoven en sa qualité de père de l'enfant ».

### Contre Rokhaya Diallo
En 2020, la journaliste Rokhaya Diallo écrit sur Twitter que Raphaël Enthoven est « un homme reconnu comme harceleur », après s'être plainte d'un « acharnement » à son encontre. L'écrivain porte plainte pour diffamation publique et demande que Rokhaya Diallo soit condamnée à lui verser 8 000 euros de dommages-intérêts. Le 7 novembre 2023, le Tribunal judiciaire de Paris le déboute, estimant que « si le caractère à l’évidence péjoratif de [l'accusation de harcèlement] a légitimement pu heurter Raphaël Enthoven dès lors qu’elle est à l’opposé de la conduite qu’il professe, il ne s’agit pas toutefois d’un fait précis, susceptible de faire sans difficulté l’objet d’un débat contradictoire sur la preuve de sa vérité ». Raphaël Enthoven annonce faire appel de ce jugement.

### Contre La France insoumise
Le parti La France insoumise (LFI) dépose plainte en 2024 après qu’Enthoven a qualifié le parti de « détestable, violent, complotiste et passionnément antisémite » ainsi que de « club de déficients ». LFI estime que les propos d’Enthoven constituent une attaque gratuite et une atteinte à l’image du parti, visant à le discréditer dans l’opinion publique.

### Contre Taha Bouhafs
Après avoir qualifié le journaliste Taha Bouhafs de « collabo », il est poursuivi pour injure publique ; son avocat invoque « l'excuse de provocation » et il est finalement relaxé.

## Œuvres

### Livres en tant qu'auteur
- 2007 : Un jeu d'enfant : la philosophie, Fayard, 203 p.  (ISBN 978-2-213-63205-6) ; Pocket, 2008  (ISBN 978-2-266-17827-3)
- 2009 : L'Endroit du décor[78], Gallimard, coll. « L'infini », 151 p.  (ISBN 978-2-07-012508-1)
- 2010 : La Dissertation de philo, Fayard  (ISBN 978-2-213-65463-8)
- 2010 : Barthes, Fayard  (ISBN 978-2-213-65590-1)
- 2010 : L'Absurde, Fayard  (ISBN 978-2-213-65589-5)
- 2011 : Le Philosophe de service et autres textes, Gallimard  (ISBN 978-2-07-013296-6)
- 2011 : Lectures de Proust, Fayard  (ISBN 978-2213662527)
- 2011 : La Folie, Fayard/France Culture
- 2012 : La Dissertation de philo (vol. 2) Fayard/France Culture  (ISBN 978-2213661827)
- 2013 : Matière première, Gallimard  (ISBN 978-2070139583)
- 2017 : Little Brother, Gallimard  (ISBN 978-2070179336)
- 2018 : Morales provisoires, Éditions de l'Observatoire
- 2019 : Nouvelles morales provisoires, éd. de l'Observatoire, 480 p. (ISBN 979-10-329-0510-4, présentation en ligne, lire en ligne)
- 2020 : Le Temps gagné (roman), éd. de l'Observatoire
- 2022 : Krasnaïa (récit), éd. de l'Observatoire
- 2022 : Qui connaît Fabien Roussel ?, éd. de l'Observatoire
- 2024 : L'Esprit artificiel - une machine ne sera jamais philosophe , éd. de l'Observatoire

### Livres en collaboration
- 2003 : avec Jean Paul Barbier-Mueller, Rêves de collection, Sept millénaires de sculptures inédites - Europe, Asie, Afrique
- 2009 : avec Michaël Fœssel, Kant, Perrin
- 2009 : avec Claudine Haroche, Jean-Jacques Courtine, Dan Arbib et Noëlle Châtelet, Le Visage, Perrin
- 2009 : avec Pierre Gibert, Jean Claude Ameisen et Marianne Massin, La Création, Perrin
- 2009 : avec Jean-Yves Tadié, Maël Renouard, Robert Bréchon, Patrick Quillier, Aurélien Demars, Claire Crignon de Oliveira, Frédéric Gabriel et Patrick Dandrey, La Mélancolie, Perrin
- 2010 : avec Orlan, Raoul Vaneigem, Unions mixtes, mariages libres et noces barbares, Éditions Dilecta  (ISBN 978-2-916275-66-6)
- 2013 : avec Jean-Paul Enthoven, Dictionnaire amoureux de Proust, Plon  (ISBN 978-2259211109) — prix Femina essai
- 2016 : avec Jacques Perry-Salkow, dessins de Chen Jianghong, Anagrammes pour lire dans les pensées, Actes Sud  (ISBN 978-2330063078)

### CD audio
- 2007 : Platon, la pensée magique, entretiens avec Nicolas Grimaldi, Naïve
- 2008 : Sartre, la liberté dans tous ses états, entretiens avec François George, Juliette Simont et Frédéric Worms, Naïve
- 2008 : Bergson, l'art de vivre, entretiens avec Frédéric Worms, Naïve
- 2008 : Montaigne, la voie du milieu, entretiens avec André Comte-Sponville, Naïve
- 2008 : Spinoza, selon le cœur, entretiens avec Robert Misrahi, Naïve
- 2008 : Kant, la tête dans les nuages, entretiens avec Luc Ferry et Jacques Darriulat, Naïve
- 2009 : Descartes, le savanturier, entretiens avec Nicolas Grimaldi, Naïve
- 2009 : Diderot, le neveu de Rameau, entretiens avec Colas Duflo, professeur de littérature à l'université de Picardie Jules Verne
- 2015 : Le Snobisme, éditions Plon, avec Adèle Van Reeth
- 2015 : Si c'est un homme de Primo Levi, Éditions Audiolib

### DVD
- 2011 : Philosophie - Coffret 6 DVD, émissions d'Arte, réalisation Philippe Truffault
- 2012 : Philosophie - deuxième coffret, Arte/France Inter

## Participations culturelles

### Chanson
- 2005 : La Saga des gnous, sur l'album Longtemps de Louis Bertignac, coécrite avec Bernard Werber et Louis Bertignac

### Série animée
Il interprète le personnage de Paul le Poulpe dans la saison 2 de la série animée Silex and the city sur Arte.

## Décoration
- Chevalier de l'ordre des Arts et des Lettres (16 janvier 2014)[79],[80]

## Pour approfondir